# Burgau am Attersee
Burgau am Attersee ist ein kleiner Ort in der Atterseeregion im Salzburger Salzkammergut und gehört zur Gemeinde Sankt Gilgen im Bezirk Salzburg-Umgebung.

## Geographie
Der Ort befindet sich 35 Kilometer östlich der Stadt Salzburg, 12 Kilometer östlich von St. Gilgen. Er liegt am Südufer des Attersee in der Unterburgau, einer verkehrsmäßigen Exklave der Gemeinde und des ganzen Landes Salzburg, zwischen den oberösterreichischen Orten Unterach und Weißenbach. Durch den Ort führt die B152 Seeleiten Straße, die Attersee-Ostufer-Straße von Seewalchen her.
Burgau liegt direkt am See (469 m ü. A.) auf dem Schwemmfächer des Burgaubachs. Dieser kommt von Süden aus dem Raum der zwischen der St.-Wolfganger Moosalm und um den Breitenberg (1412 m ü. A.), in der Schwarzensee-Gebirgslücke der Schafberggruppe zwischen Schafberg und Leonsberg/Zimnitz. Über dem Ort fallen die Abhänge von Auberg (907 m ü. A.) und Sechserkogel (872 m ü. A.) jäh in den See.
Der Ort hat nur knapp 20 Adressen. Oberhalb liegt am Lasseralmbach die Lasseralm, und am Loidlbach die Loidlalm, am Breitenberg die Meisterebenalm, sämtlich nicht mehr bewirtschaftet.
|            | Attersee ∗                                  |                                                                     |
| Burgbachau | Kompassrose, die auf Nachbargemeinden zeigt | Weißenbach am Attersee (Gem. Steinbach a. A., Bez. Vöcklabruck, OÖ) |

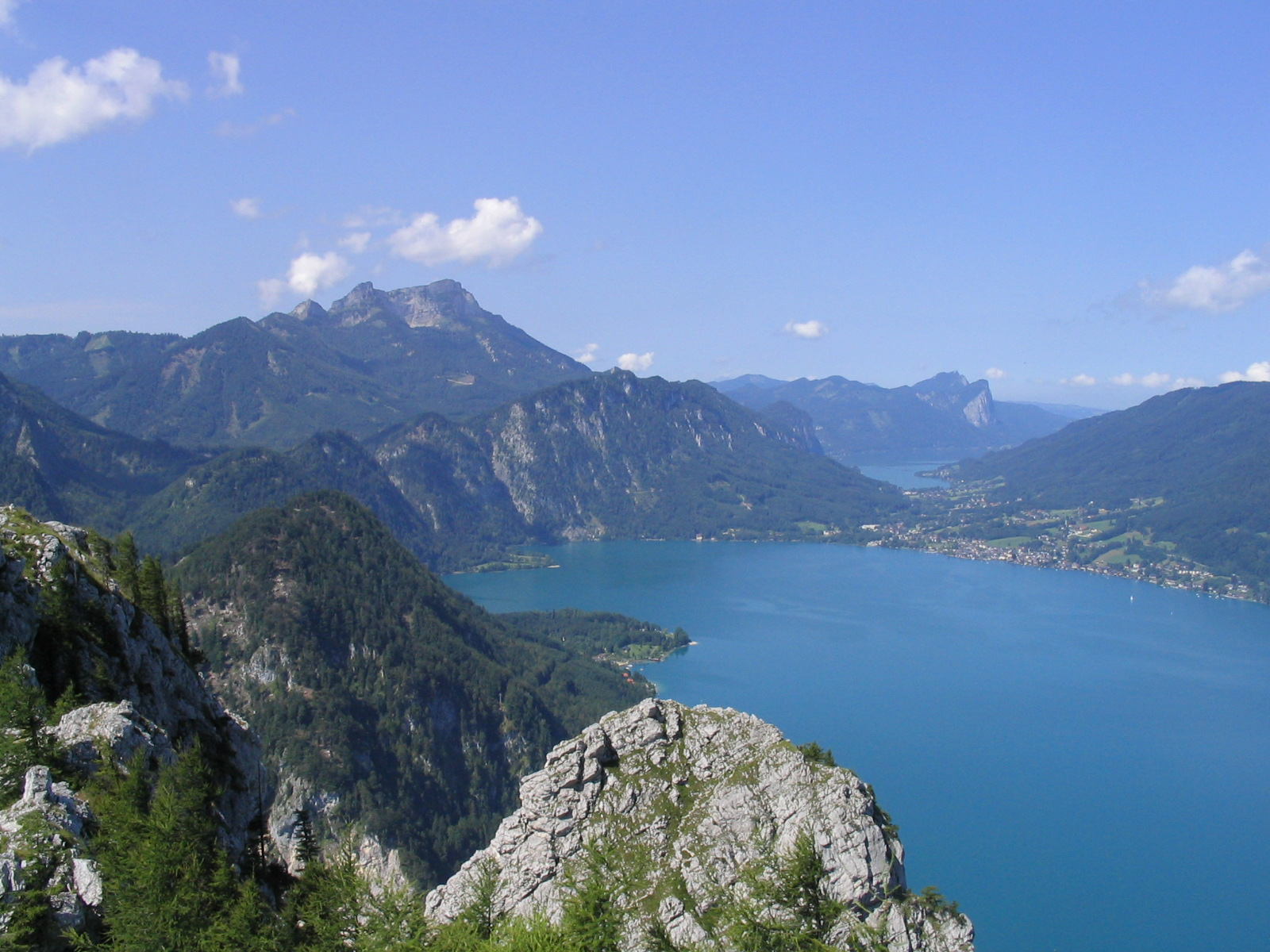
Mittig die Unterburgau, mit den beiden Halbinseln von Burgbachau und Burgau (vorne); darüber der Abbruch der Schafberggruppe über Sechserkogel, Auberg, Ackerschneid zu Kienbergwand und Drachenwand am Mondsee (hinten); zwischen Sechserkogel und Auberg die Burgaubach-Klamm.

|            | ∗∗                                          |                                                                     |

## Geschichte, Infrastruktur und Sehenswürdigkeiten

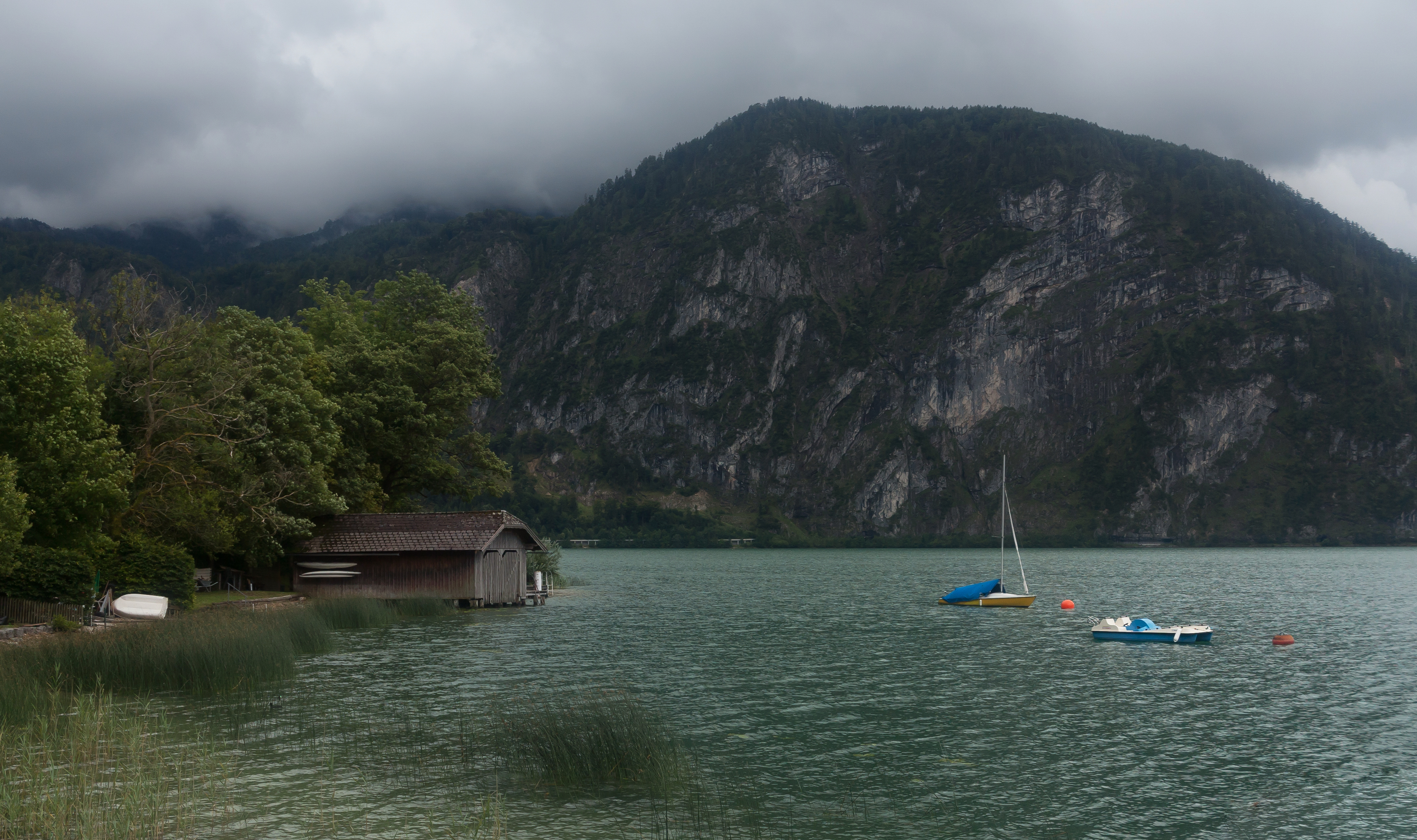
Panorama von zwischen Pichlauhof und Marienau mit dem Mondsee im Vordergrund in Oberburgau

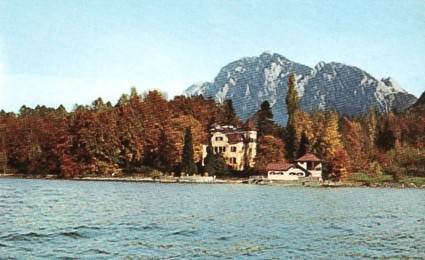
Das Waldschlössl, um 1960

Burgau ist auch der Name der ganzen St.-Gilgener Teile an Mond- und Attersee, also der Oberburgau respektive Unterburgau. Diese waren von alters her zwischen dem Kloster Mondsee, dem Attergau – beide später dem Habsburgischen Österreich – und dem Bistum, später souveränen Fürsterzbistum Salzburg umstritten. Der Name bezieht sich vermutlich auf die Burg Hüttenstein an der Scharflinger Höhe, zu deren Herrschaft die Orte gehörten, eine Burg in Burgau ist nicht nachweislich, obschon es vielleicht eine Befestigung beim Burggraben gab: Der alte Ortsname der Ortschaft ist Appenau (Abtenau).
Schon zur mittelalterlichen Jahrtausendwende bestand hier ein Edelhof. Die erste urkundlich fassbare Familie zu Burgau sind die Vischmaister aus Unterach, ihr Name bezieht sich wohl auf die Verwaltung alter Salzburgischer Fischrechte am Attersee. 1375 saß hier ein Heinrich Vischmaister, dann Ulrich, Benediekt und zuletzt Margarethe, eheliche Verstl. Seitdem hieß das Anwesen Ferdl-, Ferschtl-, dann verschriftlicht Forstergütl. Schon im 14. Jahrhundert, als der Attergau habsburgisch wurde, unterstellten sich die Vischmaister dem Salzburger Erzstift. Erst mit einem Staatsvertrag 1689 wurde die Zugehörigkeit zu Salzburg abschließend geregelt. Der Ort selbst hieß ehemals Loidl, wie Bach und Alm oberhalb, nach der Familie, die hier größere Besitzungen hatte.
Die Unterburgauer Ortslagen lagen weitgehend isoliert, Hauptverkehrsader war die Seeschifffahrt. Burgau selbst war primär von Weißenbach gut zu erreichen, wo das das Salinenamt schon im 18. Jahrhundert „eine gute Fahrstraße […] nach Ischel“ erhielt, um auch die Holzernte am Attersee zu nutzen. Zur Burg Hüttenstein, zu deren Herrschaft Burgau gehörte, wird wohl der Höhenweg über den Lasseralmbach – Eisenau und hinter dem Kienberg genutzt worden sein, weil die Kienbergwand am Mondsee früher völlig unpassierbar war. Als Pilgerweg für die bedeutende Wallfahrt nach St. Wolfgang wurde neben dem Weg Burgau – Schwarzensee wegen der Besitzverhältnisse der „innerösterreichische“ Weg von Weißenbach über den Fachbergsattel und die Haleswies genutzt. Der Weg nach Unterach wurde erst 1891 fahrbar gemacht.
Noch Anfang des 19. Jahrhunderts lagen hier nur zwei Gehöfte, das Forstergütl (HNr. Unterburgau 5) und das Neuhäusl (HNr. 4), sowie das Forsthäusl (HNr. 6). Erst mit Beginn der Sommerfrische im Salzkammergut setzte die Ortsentwicklung ein. Die Attersee-Linienschifffahrt begann 1869.
1905 eröffnete das Hotel Burgau beim Förstergütl. Es erlebte seine Blütezeit in den 1930ern, als es die beste Adresse am Attersee war. Um die Jahrhundertwende entstand auch das Waldschlössl (HNr. 18, ehem. Villa Nemetschke). Lange wurde das Waldschlössl dem russischen Oligarchen Roman Abramowitsch zugerechnet, jedoch soll wohl hinter der Liechtensteiner Anstalt, die das 2,5ha große Anwesen 2007 erworben hatte, der russische Politiker Igor Iwanowitsch Schuwalow stecken.
Im Jahr 1964 wurde der Schiffs-Linienbetrieb eingestellt, und später Burgau auch nicht mehr von den Ausflugsschiffen angefahren. Hier entstand auch die Villa Kraemer (HNr. 27/29, 1980 neugebaut Campeau, heute Andlinger).
Das Hotel Burgau wurde 1995 geschlossen. Beim Neubau der Bundesstraße 2008, die die unfallträchtige Kurvenstrecke hier entschärfte, mussten das Hotelgebäude wie auch das Förstergütl weichen.
Burgau hatte auch einen Campingplatz, der ebenfalls geschlossen wurde.
Burgau ist ein Talort für etlicher Touren im leichten Wandergebiet der Schafberggruppe. Über die Lasseralm erreicht man das Moosalm–Schwarzensee-Gebiet, und von dort St. Wolfgang, die Eisenaualm mit der Buchberghütte, und von dort weiter den Himmelspfort-Steig auf den Schafberg oder zum Kienberg, oder die Burggrabenklamm von oben (Valerie-Weg) mit Rückweg über die Burgbachau. Der Weg Burgau – Lasseralmbach ist Teil des Voralpenwegs (Österreichischer Weitwanderweg 04), der vom Höllengebirge kommend über den Schafberg nach St.Gilgen-Winkl und weiter Richtung Salzburg führt. Über die Loidlalm erreicht man den Fachbergsattel und den abgelegenen Haleswiessee, eine geologische Besonderheit (Karst-Polje), über die Elsenschneid den Leonsberg (Zimnitz), oder die Berghütte Meisterebenalm.